# Cá bống sao
Cá bống sao (danh pháp hai phần: Boleophthalmus boddarti) là một loài cá trong họ Oxudercidae. Chúng còn được gọi là cá thòi lòi hay cá lác. Cá bống sao là loài đặc sản của vùng Cù Lao Dung thuộc Sóc Trăng, nó cũng là đặc sản ở Hải Phòng.

## Phân bố
Cá có kích thước nhỏ, thường sống ở vùng nước lợ, rừng ngập mặn. Cá bống sao thường làm hang sống trong bùn nơi các bãi bồi ven biển, nhiều nhất là những nơi có nhiều cây bần mọc hoang như những cù lao trên dòng sông Hậu. Muốn bắt cá bống sao, người dân quê bơi xuồng ra bãi biển, tìm các hang ngách hoặc theo dõi các dấu vết trên mặt bùn để phát hiện ra chúng. Nếu cá ở hang, người bắt phải dùng tay thọc sâu xuống bùn để tóm gọn từng con. 

## Mô tả
Cá có thân hình trụ tròn dẹp ngang dần về phía đuôi. Đầu hình trụ, trán dốc xuống, mõm nhọn, ngắn, nếp gấp của mõm có hai lá bên dài như hai râu nhỏ. Mắt gần như không có cuống, dính sát vào nhau và nằm trên đỉnh đầu. Có mi mỡ dưới tự do. Miệng ở mặt dưới hơi xiên, rạch miệng kéo dài gần đến bờ sau của ổ mắt. Trên mỗi hàm có một hàng răng. Hàm trên có dạng răng chó thưa, hàm dưới gần như dẹp ngang và có một cặp răng chó sau điểm tiếp hợp. Lưỡi cụt và gần như dính sát với sàn miệng.
Cá bống sao có đốm xanh, da lấm tấm những chấm trắng li ti. Trên thân và đầu điểm các chấm tròn xanh lá cây. Thịt cá bống sao màu đỏ, săn chắc. Nếu mổ ruột sẽ thấy lá gan to màu hồng, khi nấu chín có vị béo, bùi và nhân nhẩn đắng do mật tiết ra.
Các gai đầu tiên của vây lưng thứ nhất kéo dài, nhất là ở con đực. Khởi điểm vây lưng thứ hai hơi trước khởi điểm vây hậu môn. Cơ gốc vây phát triển. Vây đuôi nhọn, vây bụng có dạng chén. Lưng có màu đen, bụng nhạt hơn. Nắp mang có màu xanh lá cây. Gồm 5 - 6 đốm xanh bạc dọc hai bên lưng. Bên hông gồm 4 - 5 đốm đen to. Mỗi vảy trên đầu và lưng có thể có điểm sắc tố đen xếp thành hàng dọc trên thân. Các vây màu đen hoặc xám nhạt. Vây đuôi có các chấm hồng dạng gợn sóng.

## Ẩm thực
Người ta thường dùng cá kho tiêu hoặc kho khô, địa phương gọi là kho chồn. Cá bống sao kho chồn ngon nhờ lá gan của nó lớn gần bằng bụng. Vị nhân nhẩn đắng, bùi bùi của gan cá, cộng với mùi nồng hăng thơm ngát của rau cải vườn. Nhiều người không thích mùi tanh của cá hay chọn cách kho sả ớt để đánh bạt mùi tanh đặc trưng của cá bống sao. Cá bống sao ngon nhất là kho với tiêu, ớt. 